# Cabot (Arkansas)
Cabot es una ciudad en el Condado de Lonoke, Arkansas, Estados Unidos. De acuerdo con estimados de 2006 de la Oficina del Censo de los Estados Unidos, la población era de 21.040 habitantes, lo que convierte a Cabot en la 20° ciudad más poblada de Arkansas, detrás de Van Buren. Es parte del área metropolitana de Little Rock-North Little Rock-Conway.

## Geografía
Cabot se localiza a 34°58′22″N 92°1′20″O / 34.97278, -92.02222. Según la Oficina del Censo de los Estados Unidos, la ciudad tiene un área de 49,7 km², de los cuales 49,5 km² corresponde a tierra y 0,2 km² a agua (0,47%).

## Demografía
Para el censo de 2000, había 15.261 personas, 5.432 hogares y 4.329 familias en la ciudad. La densidad de población era 308,2 hab/km². Había 5.712 viviendas para una densidad promedio de 115,3 por kilómetro cuadrado. De la población 96,56% eran blancos, 0,33% afroamericanos, 0,40% amerindios, 0,88% asiáticos, 0,04% isleños del Pacífico, 0,49% de otras razas y 1,30% de dos o más razas. 1,87% de la población eran hispanos o latinos de cualquier raza.
Se contaron 5.432 hogares, de los cuales 47,1% tenían niños menores de 18 años, 65,7% eran parejas casadas viviendo juntos, 10,7% tenían una mujer como cabeza del hogar sin marido presente y 20,3% eran hogares no familiares. 17,2% de los hogares eran un solo miembro y 5,8% tenían alguien mayor de 65 años viviendo solo. La cantidad de miembros promedio por hogar era de 2,78 y el tamaño promedio de familia era de 3,14.
En la ciudad la población está distribuida en 31,5% menores de 18 años, 7,6% entre 18 y 24, 34,0% entre 25 y 44, 19,0% entre 45 y 64 y 7,9% tenían 65 o más años. La edad media fue 32 años. Por cada 100 mujeres había 95,8 varones. Por cada 100 mujeres mayores de 18 años había 89,9 varones.
El ingreso medio para un hogar en la ciudad fue de $49.389 y el ingreso medio para una familia $53.933. Los hombres tuvieron un ingreso promedio de $37.450 contra $26.209 de las mujeres. El ingreso per cápita de la ciudad fue de $19.020. Cerca de 5,6% de las familias y 7,1% de la población estaban por debajo de la línea de pobreza, 7,9% de los cuales eran menores de 18 años y 10,4% mayores de 65.

## Historia

### Establecimiento
Antes de que la ciudad fuera fundada, una epidemia de fiebre tifoidea que causó la muerte de 1500 soldados de la Confederación, quienes estaban bajo la órdenes de Allison Nelson y acampaban en las colinas alrededor de Cabot y Austin.
La ciudad inició como un pequeño pueblo en una estación de abastecimiento del Cairo & Fulton Railroad. Los orígenes de la ciudad se remontan a 1873. A finales de los años 1870 se estableció la Primera Iglesia Baptista. En 1903 se fundó el Banco de Cabot. La ciudad fue incorporada oficialmente el 9 de noviembre de 1891.

### Historia reciente

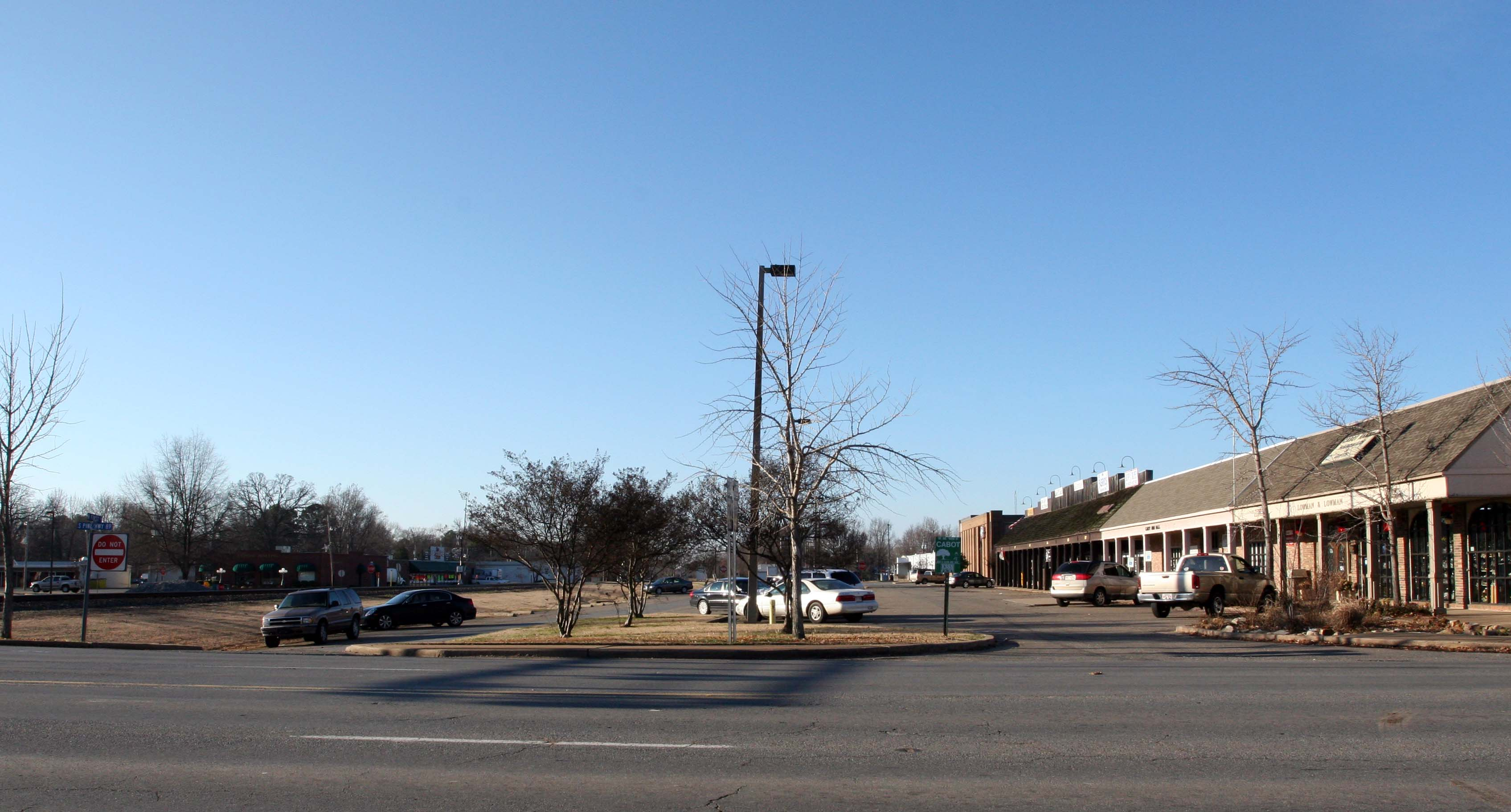
Vista del Cabot Mini-Mall en el centro de la ciudad en diciembre de 2006

Cabot experimentó gran crecimiento demográfico durante los años 1950 y los años 1960 debido a la creación de la Little Rock Air Force Base (Base de la Fuerza Área de Little Rock) en 1955.
Algunas de las rutas de transporte en el área de Cabot son Interestatal 57, U.S. Route 67, U.S. Route 167 y la Interestatal 40.
El 29 de marzo de 1976, un tornado azotó el centro de la ciudad, matando cinco personas y destruyendo varios edificios. Esto obligó a la reconstrucción de varios edificios públicos como el City Hall, la biblioteca pública y la estación de policía.